# Zagubieni (seria 4)
Czwarty sezon amerykańskiego serialu Zagubieni miał swoją premierę w Stanach Zjednoczonych i Kanadzie 31 stycznia 2008 roku, a jego ostatni odcinek został wyemitowany 29 maja 2008 roku. Czwarta seria serialu opowiadała o dalszych losach grupy ludzi, którzy w wyniku katastrofy samolotu jakim lecieli, rozbili się na tajemniczej wyspie. Akcja całego sezonu rozgrywa się w okresie od 23 grudnia do 8 stycznia 2005 roku. Sezon ten skupia się na ludziach z frachtowca Naomi – ekipie, która ma uratować rozbitków i o Oceanic 6, czyli o grupie 6 rozbitków którzy opuścili wyspę.

## Obsada

### Obsada stała
- Naveen Andrews jako Sayid Jarrah
- Henry Ian Cusick jako Desmond Hume
- Jeremy Davies jako Daniel Faraday
- Emilie de Ravin jako Claire Littleton
- Michael Emerson jako Benjamin Linus
- Matthew Fox jako Jack Shephard
- Jorge Garcia jako Hurley Reyes
- Josh Holloway jako James Ford
- Daniel Dae Kim jako Jin-Soo Kwon
- Kim Yoon-jin jako Sun Kwon
- Ken Leung jako Miles Straume
- Evangeline Lilly jako Kate Austen
- Rebecca Mader jako Charlotte Lewis (Zagubieni)
- Elizabeth Mitchell jako Juliet Burke
- Terry O’Quinn jako Locke

### Pozostałe role
- Sam Anderson jako Bernard Nadler
- Blake Bashoff jako Karl
- Michael Bowen jako Danny Pickett
- L. Scott Caldwell jako Rose Henderson
- Nestor Carbonell jako Richard Alpert
- Kevin Durand jako Martin Keamy
- Jeff Fahey jako Frank Lapidus
- Mira Furlan jako Danielle Rousseau
- M.C. Gainey jako Tom
- William Mapother jako Ethan Rom
- Tania Raymonde jako Alex
- Marsha Thomason jako Naomi Dorrit
- Sonya Walger jako Penelope Widmore

## Lista odcinków
Początkowo czwarty sezon miał liczyć 16 epizodów, jednak wskutek trwającego kilka miesięcy strajku scenarzystów, został skrócony do 13 odcinków. Ostatecznie, na prośbę scenarzystów, którzy nie mogli zmieścić w tych 13 odcinkach wszystkich wątków, postanowiono dołożyć jeszcze jeden odcinek (14).
| Nr | #  | Tytuł                               | Tytuł polski                   | Retrospekcje                                                                 | Reżyseria        | Scenariusz                          | Premiera (ABC)   | Premiera w Polsce                                     |
| --- | -- | ----------------------------------- | ------------------------------ | ---------------------------------------------------------------------------- | ---------------- | ----------------------------------- | ---------------- | ----------------------------------------------------- |
| 73 | 1  | The Beginning of the End            | Początek końca                 | Hurley                                                                       | Jack Bender      | Carlton Cuse, Damon Lindelof        | 31 stycznia 2008 | 6 kwietnia 2008 (AXN) 4 września 2008 (TVP1)          |
| Po nawiązaniu kontaktu z ekipą ratunkową rozbitkowie oczekują na przybycie wybawców. Desmond przekazuje grupie na plaży treść wiadomości od Charliego. Kiedy dowiaduje się o tym cała reszta, nastaje podział na dwa obozy. Jeden pod dowództwem Jacka czeka na ratunek, natomiast drugi, pod dowództwem Locke’a idzie do baraków. |    |                                     |                                |                                                                              |                  |                                     |                  |                                                       |
| 74 | 2  | Confirmed Dead                      | Potwierdzona śmierć            | Miles Straume, Charlotte Lewis, Frank Lapidus, Daniel Faraday i Naomi Dorrit | Stephen Williams | Drew Goddard, Brian K. Vaughan      | 7 lutego 2008    | 13 kwietnia 2008 (AXN) 11 września 2008 (TVP1)        |
| Frank Lapidus krążąc nad wyspą stopniowo traci kontrolę nad helikopterem. Daniel Faraday, Miles Straume i Charlotte Lewis podejmują decyzję o wyskoczeniu ze spadochronami. Pierwszy wyskakuje Faraday. Grupa Locke’a: Locke stoi w deszczu a reszta grupy schroniła się pod drzewem. Podchodzi do niego Hurley twierdząc, że zbliża się jeszcze większa ulewa. Locke zapewnia, że za chwilę przestanie padać i tak też się dzieje. Grupa rusza dalej w kierunku wschodnim, ale Sawyer stwierdza, że jak mają iść do wioski innych, powinni kierować się na południe. Locke chce wcześniej odwiedzić pewien dom (dom Jacoba). Hurley mówi, że to jest w innym kierunku. Gdy Locke go spytał „Co ty powiedziałeś?”, Hugo wycofuje się ze swych słów, twierdząc, że chodziło mu o kabinę samolotu. Sawyer ponownie wypytuje Locke’a kto mu wydaje rozkazy, a ten odpiera, że Walt, który ratując jego życie wzbudził w nim pełne zaufanie. Jednym z zadań dla Locke’a miało było niedopuszczenie Naomi do sprowadzenia „ekipy ratunkowej”. Na dowód, iż Ben chciał go zabić, Locke pokazuje ranę postrzałową. Ben chce porozmawiać z Alex, ale Karl każe mu się zamknąć i grozi pistoletem. Rozdziela ich Sawyer. Ben przenosi swoje zainteresowanie na Sawyera twierdząc, iż ten po opuszczeniu wyspy nie miałby szans u Kate, która z pewnością wybrała by Jacka. Sawyer kilkakrotnie uderza związanego Bena. Powstrzymuje go Locke twierdząc, że Ben będzie im jeszcze potrzebny bo ma wiele cennych informacji i dobrze zna wyspę. Na drzewie wisi kobieta zaplątana w spadochron. Uwalnia się i wpada do wody pod nią. Uśmiecha się i płynie w stronę brzegu, przy którym stoi Locke ze swoją grupą. Witają się. Kobieta przedstawia się jako Charlotte, zadaje wiele pytań nie mogąc uwierzyć, że ma przed sobą rozbitków z lotu 815. Charlotte obiecuje dłuższą rozmowę na statku ratowniczym. Locke uświadamia kobiecie, iż jego grupa nie chce zostać odnaleziona. Locke oświadcza, iż Charlotte musi iść z nimi. Odbiera jej nadajnik GPS, przywiązuje go do obroży Vincent. Pies biegnie do lasu. Nagle grupa zauważa na niebie racę. Charlotte stwierdza, że ktoś z załogi jej helikoptera wzywa pomocy i że ona idzie go odszukać. Nagle padają dwa strzały. To Ben niepostrzeżenie wyciągnął broń Karlowi i strzelił do Charlotte. Kobieta upada bez tchu. Po chwili jednak otwiera oczy. Okazało się, że miała na sobie kamizelkę kuloodporną. Sawyer i Locke wpadają we wściekłość. Locke postanawia zabić Bena mówiąc, że posprząta bałagan, którego narobił. Przestraszony Ben zwraca się do Locke’a, iż przekaże mu informacje i odpowie na pytania. Locke pyta więc czym jest czarny dym. Linus nie potrafi odpowiedzieć, ale wykazuje się dużą wiedzą na temat życiorysu Charlotte i innych uczestników ekipy ratunkowej. Stwierdza też, że ekipa ta przybyła tu właśnie po niego. Mówi też, że wie o tym wszystkim, gdyż na pokładzie statku ratowniczego ma swojego człowieka. Jack i Kate: Daniel Faraday ląduje na wyspie, wstaje szybko, rozgląda się wyjmuje pistolet i chowa pod kurtkę. Słyszy, że ktoś nadbiega. To Jack i Kate. Przedstawia się i mówi, że przybył tu aby ich uratować. Idą przez las. Daniel mówi, że na wyspę przybyły wraz z nim cztery osoby. Jest wyraźnie zdenerwowany, jego telefon zgubił się wraz z plecakiem. Dzięki niemu mógłby się połączyć z Minkowskim i odnaleźć resztę załogi z helikoptera. Kate podaje mu telefon uzyskany od Naomi. Faraday dzwoni do Minkowskiego, Jack i Kate słyszą wszystko przez głośnik. Później jednak Daniel wyłącza głośnik i rozmawia przez słuchawkę. W tym samym czasie mówi Minkowskiemu, że w helikopter uderzył chyba piorun i stracili nad nim kontrolę. Daniel wraca do Jacka i Kate, mówi że statek nie może połączyć się z nikim z załogi helikoptera. Dzięki nadajnikom GPS, które ma załoga, łatwo ich będzie można odszukać. Jack i Kate deklarują pomoc. Daniel pyta gdzie jest reszta ludzi, na co usłyszał odpowiedź, że prawie wszyscy są na plaży. Podążając przez las odnajdują skrzynię należącą do Faradaya, w której Jack odnajduje m.in. maskę gazową. Daniel stwierdza, że nie on ją pakował. Na pytanie po co mu broń, odparł, że do obrony i że misja ratowania rozbitków nie była ich podstawowym celem. Nagle telefon znajduje sygnał nadajnika od jednego z uczestników wyprawy ratunkowej. Dochodzą do skalistego brzegu oceanu, na którym leżał nieruchomo Miles Straume. Jack podbiegł do Milesa, jednak ten zerwał się i wycelował z pistoletu do doktora. Faraday próbuje uspokoić Milesa, ale ten krzyczy, że chce zobaczyć ciało Naomi. Uważa, że to Kate ją zabiła. Naomi użyła bowiem podczas rozmowy z Minkowskim kodu oznaczającego, że jest w niebezpieczeństwie. Prosiła aby ten „przekazał jej siostrze że ją kocha”. Naomi tymczasem nie miała siostry. Idą więc do martwej Naomi. Miles odprawia nad zmarłą Naomi jakiś rytuał, po czym potwierdza wersję, iż to Locke zabił Naomi. Nagle z dżungli wypadają Sayid i Juliet, po czym rozbrajają Milesa i Faradaya. Grupa podąża przez las. Nagle na telefonie pojawia się sygnał od kolejnego nadajnika GPS. Za chwilę z zarośli wybiega Vincent z przyczepionym do obroży urządzeniem. Jack stwierdza, że Locke już ją ma. Frank Lapidus wystrzeliwuje w powietrze racę. Grupa odnajduje pilota i kieruje się w stronę helikoptera. Sayid przegląda instrumenty pokładowe i stwierdza, iż śmigłowiec nadaje się do lotu. Miles prosi Jacka o telefon. Umawiają się, że w zamian grupa Jacka dowie się o prawdziwym celu przybycia na wyspę ekipy poszukiwawczej. Miles łączy się. Odbiera Regina, a Minkowski nie może podejść do telefonu. Juliet opatruje rannego Franka, który dowiaduje się, że nie było jej na pokładzie lotu 815. Miles podbiega do Juliet i Jacka. Pokazuje im zdjęcie i mówi, że przylecieli tu po to aby odszukać tego człowieka – Benjamina Linusa. Restrospekcje Daniel: West Essex, Massachusetts Daniel Faraday płacze, oglądając w wiadomościach raport o odkryciu na dnie morza wraku samolotu linii Oceanic 815. Kobieta (sądząc po obrączce na palcu, jego żona) pyta go, dlaczego to robi. Mężczyzna odpowiada, że nie wie. Miles: Inglewood, California. Miles, słuchając radia, podjeżdża pod dom. Spiker w radiu mówi o „najgorszym możliwym scenariuszu” i o małym prawdopodobieństwie misji ratunkowej ze względu na głębokość. Kolejne zdjęcia wraku są „Potwierdzeniem śmierci wszystkich 324 pasażerów”. Miles wyciąga z bagażnika walizkę i podchodzi do drzwi. Kiedy otwiera je Pani Gardner mężczyzna przedstawia się jako Miles Straume, przypomina o swoim wcześniejszym telefonie i zostaje wpuszczony do środka. „Który to pokój?” pyta Miles. Kobieta wskazuje na górę. Miles otwiera walizkę, składa z mniejszych części dziwne urządzenie i mówi „Co by się teraz nie działo, cokolwiek pani usłyszy, proszę nie iść na górę”. Potem dodaje, że życzy sobie 200 $ zamiast umówionych wcześniej 100 wyjaśniając, że dowiedział się o morderstwie dokonanym na wnuczku kobiety. Tamta niechętnie się zgadza. Miles idzie w górę schodami do pokoju wnuczka kobiety. Ustawia swój przyrząd na stole i uruchamia go. Siada na łóżku i zaczyna mówić do pustego pokoju. Mówi do tajemniczej „osoby” (kimkolwiek ona jest), że nie robi ona nic dobrego dla swojej babci pozostając na miejscu i że przysparza jej bólu. Miles mówi, że chciałby móc powiedzieć Pani Gardner, że „słuchający” w końcu odszedł, ale nie może tego zrobić, dopóki nie dowie się gdzie „to” jest. Nagły hałas przykuwa jego uwagę do biblioteczki. Odsuwając ją mężczyzna odkrywa plik banknotów i mały foliowy woreczek wypełniony żółtym proszkiem. Miles przywłaszcza sobie pieniądze, podmienia proszek, a potem mówi „słuchającemu”, że ten może odejść. Wraca na dół i oznajmia pani Gardner, że udało mu się i „On odzyskał spokój”. Miles zwraca kobiecie część pieniędzy („To nie było aż tak trudne, jak myślałem”), a potem wychodzi. Charlotte: Medenine, Tunezja. Charlotte wyciąga francuskojęzyczną gazetę, która powiadamia o odkryciu samolotu 815. Jej znajoma pyta „W ilu różnych językach musisz to przeczytać, żeby uwierzyć?”. Charlotte odpowiada „A ile jest różnych języków?” Kobiety dzięki łapówce dostają się na miejsce wykopalisk na środku pustyni, gdzie odnajdują kości niedźwiedzia polarnego. Towarzyszka Charlotte zastanawia się, czy nie są to szczątki jakiegoś dinozaura, ale zapytana odpowiada, że są o kilka milionów lat młodsze. Druga kobieta podważa autentyczność znaleziska i stwierdza, że musi to być jakiś żart. Charlotte, zamiast badać niedźwiedzia, zaczyna grzebać wokoło i szybko znajduje obrożę ze znakiem Hydry, co pozwala jej połączyć niedźwiedzia i Projekt Dharma. Patrząc na nią, uśmiecha się. Frank: Eleuthera, Bahamy. Frank Lapidus ogląda telewizyjny raport o odkryciu samolotu 815, w którym pokazywane są ciała z podwodnego wraku. Kiedy jedno z nich zostaje zidentyfikowane jako Seth Norris, pilot samolotu, Frank dzwoni na numer specjalny linii Oceanic, stworzony dla rodzin ofiar i żąda rozmowy z przełożonym. Zapewnia, że pokazany w telewizji człowiek nie może być Sethem Norrisem, ponieważ tamten zawsze miał na palcu obrączkę, a ciało jej nie ma. Rozmówca nie zgadza się z nim, ale Frank upiera się, że znał dobrze Setha i że ciało z wraku nie należy do niego. Następnie ujawnia, że to on sam miał być pilotem Lotu 815. Naomi: Naomi rozmawia z Matthew Abbadonem o ich misji. Kobieta podkreśla niebezpieczeństwo lotu na wyspę. Myśli, że Abaddon wybrał nieodpowiednich ludzi, ponieważ brakuje im doświadczenia zarówno militarnego, jak i w terenie. Mówi też, że bez odpowiedniej ochrony misja poniesie klęskę. „Ty jesteś ich ochroną” stwierdza Abaddon. Naomi odpowiada „To bardzo ryzykowna operacja na niepewnym terenie, szczególnie z czwórką niewyćwiczonych ludzi”. Następnie opisuje każdego po kolei, nazywając Daniela stukniętym, Milesa pogromcą duchów, Charlotte antropologiem, a Franka pijakiem. Abaddon zapewnia ją, że Frank jest kompetentnym pilotem i że każdy członek ekspedycji został wybrany z konkretnego powodu. Naomi zastanawia się co zrobić w przypadku natrafienia na rozbitków Lotu 815, ale Abaddon ma pewność, że nikt nie przeżył lub sugeruje, że ewentualni uratowani powinni być zlikwidowani. |    |                                     |                                |                                                                              |                  |                                     |                  |                                                       |
| 75 | 3  | The Economist                       | Ekonomista                     | Sayid                                                                        | Jack Bender      | Edward Kitsis, Adam Horowitz        | 14 lutego 2008   | 20 kwietnia 2008 (AXN) 11 września 2008 (TVP1)        |
| W obozie Jacka rozbitkowie zastanawiają się dlaczego Naomi miała przy sobie zdjęcie Desmonda. Sayid zapewnia Franka Lapidusa, że może pomóc w odbiciu Charlotte, która idzie z obozem Locke’a, ale ten w zmian poleci z nim na statek, którym przypłynęli Frank, Charlotte, Daniel i Miles. W obozie Locke’a Sawyer próbuje wyciągnąć od Bena informacje na temat szpiega, który znajduje się na statku. Kate, Sayid i Miles dochodzą do baraków by wymienić Milesa na Charlotte... |    |                                     |                                |                                                                              |                  |                                     |                  |                                                       |
| 76 | 4  | Eggtown                             | Miasto jajek                   | Kate                                                                         | Stephen Williams | Elizabeth Sarnoff, Greggory Nations | 21 lutego 2008   | 27 kwietnia 2008 (AXN) 18 września 2008 (TVP1)        |
| 77 | 5  | The Constant                        | Stała                          | Desmond Hume                                                                 | Jack Bender      | Carlton Cuse, Damon Lindelof        | 28 lutego 2008   | 4 maja 2008 (AXN) 18 września 2008 (TVP1)             |
| 78 | 6  | The Other Woman                     | Inna kobieta                   | Juliet                                                                       | Eric Laneuville  | Drew Goddard, Christina M. Kim      | 6 marca 2008     | 11 maja 2008 (AXN) 25 września 2008 (TVP1)            |
| 79 | 7  | Ji Yeon                             | Ji Yeon                        | Jin i Sun                                                                    | Stephen Semel    | Edward Kitsis, Adam Horowitz        | 13 marca 2008    | 18 maja 2008 (AXN) 25 września 2008 (TVP1)            |
| 80 | 8  | Meet Kevin Johnson                  | Poznaj Kevina Johnsona         | Michael                                                                      | Stephen Williams | Elizabeth Sarnoff, Brian K. Vaughan | 20 marca 2008    | 25 maja 2008 (AXN) 2 października 2008 (TVP1)         |
| 81 | 9  | The Shape of Things to Come         | Kształt rzeczy, które nadejdą  | Benjamin Linus                                                               | Jack Bender      | Brian K. Vaughan, Drew Goddard      | 24 kwietnia 2008 | 7 września 2008 (AXN) 2 października 2008 (TVP1)      |
| Sawyer, Hurley (opiekujący się Aaronem) i Locke grają w grę planszową. Tymczasem schwytana przez ludzi Widmore’a Alex prowadzona do osiedla Locke’a zmuszona zostaje do wyłączenia bariery ochronnej. Grający mężczyźni słyszą dzwoniący telefon. Locke odbiera. Słyszy: „Kod 14 J”. Stwierdzając, że to chyba do Bena. Locke i Sawyer idą do domku, gdzie obecnie mieszka Ben. Ten wyciągając shotguna mówi, że muszą się bronić. Locke, Ben i Sawyer przygotowują się do obrony. Na osiedlu Locke i Ben barykadują dom Bena. Hurley przyprowadza dziecko. Sawyer jest na dworze, szuka Claire. Zaczyna się strzelanina. Dom Claire zostaje wysadzony. Sawyer szuka Claire w zbombardowanym domu. Ben mówi Locke'owi, że muszą przetrwać atak by udać się do Jackoba. Sawyer odnajduje Claire i zanosi do domu Bena. Ktoś dzwoni do drzwi. To Miles wysłany przez ludzi z frachtowca z krótkofalówką. Ben podejmuje rozmowę z agresorami, po tym jak dowiedział się, że mają w niewoli jego córkę. Po drugiej stronie odzywa się Martin Keamy. Ben wygląda przez okno, agresorzy przyprowadzają Alex, grożąc, że jeżeli Ben nie do nich nie wyjdzie zabiją jego córkę. Keamy daje mu 10 sekund. Ben mówi, że to nie jest jego córka, tylko wykradzione Rousseau dziecko. Keamy zabija Alex. Ben ucieka do ukrytej garderoby i coś przekręca. Pojawia się czarny dym. Wszyscy wychodzą z domu i uciekają do dżungli. Ben żegna się z Alex. Dym zabija agresorów. Sawyer zabiera wszystkich na plażę. Locke zostaje sam z Benem i Hurleyem. Jack bierze lek, co zauważa Kate. Lekarz twierdzi, że ma problemy żołądkowe. Później rozmowa schodzi na temat frachtowca i tego, że nadal nie ma z nim kontaktu. Rozmowę przerywa krzyk Bernarda, który odnalazł w wodzie ciało. Charlotte i Daniel mówią rozbitkom na plaży, że to ciało lekarza pokładowego. Jack dokonując oględzin stwierdza, że lekarz miał poderżnięte gardło i pyta o to Charlotte i Daniela. Ci twierdzą, że lekarz żył kiedy odlatywali. Rozbitkowie pytają o telefon satelitarny i jego naprawę. Daniel twierdzi, że potrzebuje materiałów by go naprawić. Wieczorem Daniel kończy naprawę telefonu. Wysyła wiadomość w alfabecie Morse’a: „Co się stało z lekarzem”. Daniel informuje rozbitków, że Sayid i Desmond są cali, a rano przyleci helikopter. Załoga frachtowca nie wspomina o lekarzu. Jednak Daniel kłamie. Bernard zna alfabet Morse’a. I mówi, że odpowiedź brzmi inaczej. Załoga twierdzi, że lekarzowi nic nie jest. Daniel wyznaje, że celem wyprawy nie miał być ratunek rozbitków. Flashback. Ben ubrany w kurtkę zimową pojawia się na Saharze. Znajduje go dwóch Beduinów. Przeszukują go. Ben zabija jednego i ogłusza drugiego, okradając go z broni. Odjeżdża konno. Tauzar w Tunezji. Wynajmuje pokój w hotelu na nie swoje nazwisko podając paszport. Ben pyta w recepcji o datę. Jest 24 października 2005 r. Idąc po schodach widzi Sayida w telewizji. Ben udaje się do Tikritu w Iraku. Z dachu budynku robi zdjęcia Sayidowi, który niesie trumnę. Ten go zauważa i atakuje myśląc, że to paparazzi. Twierdzi, że szuka zabójcy żony Saida. Ben w śledzi zabójcę żony Sayida. Ten się orientuje, że jest obserwowany i łapie Bena. Linus chce rzekomo przekazać wiadomość Charlesowi Widmore’owi, ale nie zdąża, bo Sayid go zabija. Sayid podejmuje współpracę z Benem, by zemścić się na zabójcach żony. Londyn. Ben pojawia się w eleganckiej kamienicy i włamuje się do jednego z mieszkań. To mieszkanie Widmore’a. Charles nalewa whisky. Ben twierdzi, że nie może zabić Widmore'a. Rozmawiają o śmierci Alex. Ben oznajmia, że chce zabić córkę Charlesa - Penelope. Widmore twierdzi, że Ben nigdy nie znajdzie jego córki, a Ben, że Widmore nie znajdzie wyspy. |    |                                     |                                |                                                                              |                  |                                     |                  |                                                       |
| 82 | 10 | Something Nice Back Home            | Coś miłego po powrocie do domu | Jack                                                                         | Stephen Williams | Edward Kitsis, Adam Horowitz        | 1 maja 2008      | 14 września 2008 (AXN) 9 października 2008 (TVP1)     |
| 83 | 11 | Cabin Fever                         | Klaustrofobia                  | John Locke                                                                   | Paul Edwards     | Elizabeth Sarnoff, Kyle Pennington  | 8 maja 2008      | 21 września 2008 (AXN) 9 października 2008 (TVP1)     |
| 84 | 12 | There’s No Place Like Home (Part 1) | Nie ma to jak w domu (Część 1) | Jack, Hurley, Sayid, Sun, Kate                                               | Stephen Williams | Carlton Cuse, Damon Lindelof        | 15 maja 2008     | 28 września 2008 (AXN) 16 października 2008 (TVP1)    |
| 85 | 13 | There’s No Place Like Home (Part 2) | Nie ma to jak w domu (Część 2) | Jack, Hurley, Sayid, Sun, Kate                                               | Jack Bender      | Carlton Cuse, Damon Lindelof        | 29 maja 2008     | 5 października 2008 (AXN) 16 października 2008 (TVP1) |
| 86 | 14 | There’s No Place Like Home (Part 3) | Nie ma to jak w domu (Część 3) | Jack, Hurley, Sayid, Sun, Kate                                               | Jack Bender      | Carlton Cuse, Damon Lindelof        | 29 maja 2008     | 5 października 2008 (AXN) 23 października 2008 (TVP1) |

## Odcinek specjalny
| S8                                                                      | Lost: Past, Present and Future | Zagubieni: Przeszłość, teraźniejszość i przyszłość | Michael Emerson | 31 stycznia 2008 | 29 marca 2008 (AXN) 4 września 2008 (TVP1) |
| Odcinek specjalny wyemitowany przed odcinkiem The Beginning of the End. |                                |                                                    |                 |                  |                                            |